# هاوت دي كري
هاوت دي كري (بالإنجليزية: Haut de Cry)‏ هو أحد جبال سلسلة جبال الألب البرنية ويقع في كانتون فاليز في سويسرا. يحتل المرتبة رقم 216 في قائمة جبال سويسرا من حيث الارتفاع، إذ يبلغ ارتفاعه حوالي 2969 متر، بينما يبلغ ارتفاع نتوء الجبل 525 متر.